# Dylan Derdaele
Dylan Derdaele (ur. 29 maja 1992 roku) – belgijski kierowca wyścigowy.

## Kariera
Derdaele rozpoczął karierę w wyścigach samochodowych w 2009 roku w Belgian GT Championship, gdzie zajął 27 lokatę w klasyfikacji generalnej. W latach 2011–2012 Belg startował w wyścigach Endurance. Najlepiej spisał się w 2011 roku w Belcar Endurance Championship. Uplasował się tam na ósmej pozycji w klasyfikacji kierowców. 
W sezonie 2013 wystartował gościnnie w ekipie Momo-Megatron w Porsche  Supercup. Pojawił się także na starcie European Le Mans Series.

## Statystyki
| Sezon | Seria                                                  | Zespół               | Wyścigi | Zwycięstwa | PP | NO | Podium | Punkty | Pozycja |
| ----- | ------------------------------------------------------ | -------------------- | ------- | ---------- | -- | -- | ------ | ------ | ------- |
| 2009  | 24H Zolder                                             | First Motorsport     | 1       | 0          | 0  | 0  | 0      | N/A    | 6       |
| 2009  | Belgian GT Championship                                | First Motorsport     | 1       | 0          |    |    | 0      | 13     | 27      |
| 2010  | Bridgestone Special Open Trophy                        | Belgium Racing       | 9       | 6          | 3  | 6  | 7      | 194    | 2       |
| 2011  | Belcar Endurance Championship                          | Belgium Racing       | 6       | 0          | 0  | 0  | 0      | 55     | 8       |
| 2011  | Blancpain Endurance Series - GT3 Pro Cup               | Marc VDS Racing Team | 1       | 0          | 0  | 0  | 0      | 8      | 29      |
| 2012  | Blancpain Endurance Series - GT3 Pro-Am Cup            | Prospeed Competition | 5       | 0          | 0  | 0  | 0      | 26     | 18      |
| 2013  | Belgian Racing Car Championship - Long Races - Overall | Belgium Racing       | 3       | 0          | 0  | 0  | 0      | 124    | 2       |
| 2013  | Porsche Supercup                                       | Momo-Megatron        | 4       | 0          | 0  | 0  | 0      | 0      | NS†     |
| 2013  | European Le Mans Series - GTC                          | Momo Megatron DF1    | 2       | 0          | 0  | 0  | 0      | 16     | 6       |
| 2013  | Porsche GT3 Cup Challenge Benelux - Pro                | Belgium Racing       | 2       | 0          | 0  | 0  | 1      | 0      | NS†     |
| 2013  | 24 Hours of Zolder - Division 1 Class 1                | Belgium Racing       | 1       | 1          | 0  | 0  | 1      | N/A    | 1       |

† – Dardaele nie był zaliczany do klasyfikacji